# Rodrigo Guidolin
Rodrigo Guidolin (* 20. September 1985 in Piracicaba, São Paulo) ist ein ehemaliger brasilianischer Tennisspieler.

## Karriere
Guidolin spielte 2003 erstmals bei den Profis auf der unterklassigen ITF Future Tour und ATP Challenger Tour. Zu Beginn scheiterte er des Öfteren in den ersten Runden, 2005 gelang ihm schließlich im Doppel der Einzug in ein Finale eines Futures. In der Weltrangliste konnte er sich in der Folgezeit nicht steigern, erst 2008 schaffte er einen Durchbruch – er gewann seinen einzigen Einzel- und sechs Doppeltitel auf der Future Tour – und verbesserte sich im Einzel und Doppel um jeweils gute 500 Plätze, sodass er in den Top 550 respektive den Top 400 stand.
Ein Jahr später feierte Guidolin seine größten Erfolge in seiner Karriere. Im Mai gewann er seinen ersten Titel auf der Challenger Tour. In Blumenau besiegte er mit Marcelo Demoliner im Finale seine Landsmänner Rogério Dutra da Silva und Júlio Silva in drei Sätzen. Drei Monate später wiederholte er mit Demoliner in Brasília diesen Erfolg, sie schlugen im Finale Ricardo Mello und Caio Zampieri. Durch weitere Future-Titel im Doppel erreichte er im März 2010 mit dem 167. Rang seinen Karrierebestwert. Im Einzel war sein größter Erfolg auf der Challenger Tour der Einzug ins Halbfinale beim Turnier in Belo Horizonte. Seine beste Einzelplatzierung war ein 340. Rang im Mai 2011. Zwei Monate später beendete Guidolin seine Profikarriere.

## Erfolge
| Legende (Anzahl der Siege)  |
| Grand Slam                  |
| ATP World Tour Finals       |
| ATP World Tour Masters 1000 |
| ATP World Tour 500          |
| ATP World Tour 250          |
| ATP Challenger Tour (2)     |

### Doppel

#### Turniersiege
| Nr. | Datum           | Turnier  | Belag     | Partner           | Finalgegner                        | Ergebnis          |
| --- | --------------- | -------- | --------- | ----------------- | ---------------------------------- | ----------------- |
| 1.  | 17. Mai 2009    | Blumenau | Sand      | Marcelo Demoliner | Rogério Dutra da Silva Júlio Silva | 7:5, 4:6, [13:11] |
| 2.  | 15. August 2009 | Brasília | Hartplatz | Marcelo Demoliner | Ricardo Mello Caio Zampieri        | 6:4, 6:2          |